# Platydoras costatus
El  armado,   Platydoras costatus, es un pez gato de la familia de los dorádidos.  Es llamado también pez gato Rafaelo, pez gato chocolate y pez gato rayado hablador.  Esta especie pacífica, nocturnal es  un pez de acuario popular  debido a su temperamento placentero y naturaleza curiosa.

## Origen y distribución
Se halla comúnmente en las cuencas de los ríos Amazonas, Tocantins, Parnaíba, de la Plata, Orinoco, Esequibo en Guayana Francesa y en Surinam de Sudamérica.

## Descripción y conducta
Permanecen en ríos lentos, en el fondo, y les gusta especialmente el fondo arenoso. Se alimentan de moluscos, crustáceos, y restos orgánicos.
Tienen aletas pectorales rígidas; y a lo largo de sus flancos, espinas protectoras curvas. Crece hasta 24 cm. Se caracteriza por presentar una hilera de placas óseas a lo largo de sus costados.
Las formas juveniles han sido registradas limpiando peces piscívoros como Hoplias cf. malabaricus. Los patrones de marcas sirven como señal que permite su reconocimiento como  limpiador. Los patrones de marcas se diluyen en los adultos, y hasta es probable que la conducta de limpiar sea probablemente vista únicamente en especímenes juveniles.

## En el acuario

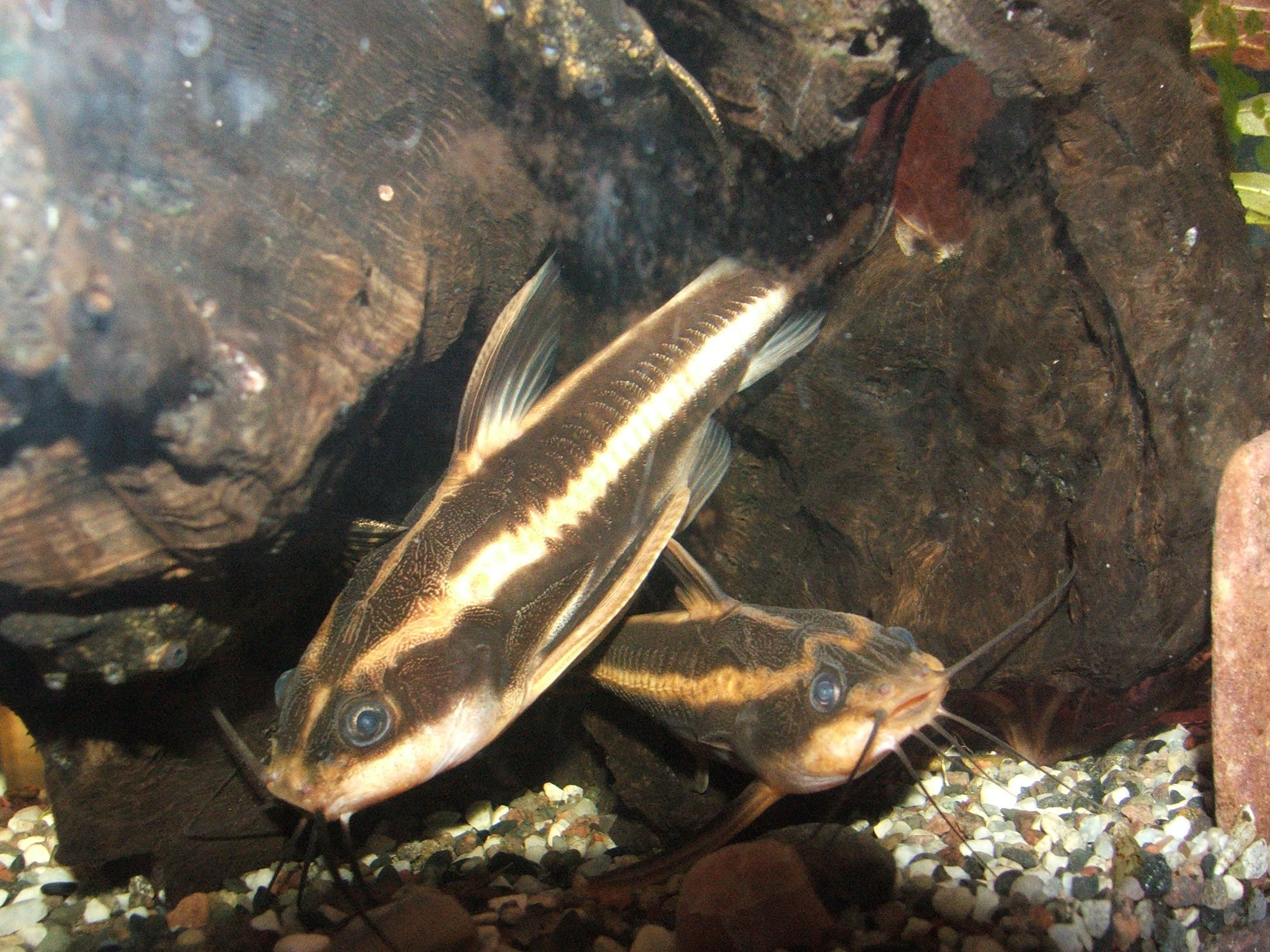
Striped Raphael catfish in an aquarium.

Pueden nadar sobre la superficie, el medio o el fondo de las aguas, pero generalmente se encuentran en el fondo del acuario. Prosperan en condiciones del agua con pH 5.8-7.5, con dureza de 2–20° dGH y temperatura entre 23° y 30 °C. Son carnívoros y necesitan alimentos ricos en proteína, tales como lombrices. Pueden también comer alimentos para peces: congelados, hojuelas o tabletas.
Es un pez fino y sociable con la comunidad de peces del acuario, pacífico con los otros de su especie y con otras especies. Es nocturno.
Es mejor no atraparlo con redes porque es propenso a colocar sus espinas dorsales pectorales de la aleta de una manera muy rígida, especialmente si está tensionado. Desenredar estas espinas dorsales de una red es difícil y peligroso tanto para el pez como para quien lo atrapa. Métodos alternativos pueden ser usados, como lograr que el pez entre en un tubo de PVC o un vaso.
Aunque es posible reconocer las diferencias entre los sexos, no se ha reportado reproducción en cautividad de esta especie; por lo cual deben ser colectados salvajes, pudiendo confundirse o mezclarse durante la manipulación con otras especies, por ejemplo con Orinocodoras eigenmanni, el cual se diferencia por su hocico más largo.